# Campeonato Mundial de Esgrima de 1927
O Campeonato Mundial de Esgrima de 1927 foi a 6ª edição do torneio organizado pela Federação Internacional de Esgrima (FIE) de forma não oficial. O evento foi realizado em Vichy, França. 

## Resultados
Masculino
| Evento             | Ouro                     | Prata                        | Bronze                        |
| Espada individual  | França · Georges Buchard | França · Fernand Jourdant    | Bélgica · Xavier de Beukelaer |
| Florete individual | Itália Oreste Puliti     | França · Philippe Cattiau    | Itália Gioacchino Guaragna    |
| Sabre individual   | Hungria · Sándor Gombos  | Hungria · Ödön Tersztyánszky | Hungria · Gyula Glykais       |

## Quadro de medalhas
País sede
| Ordem | País    | Medalha de ouro | Medalha de prata | Medalha de bronze |   |
| ----- | ------- | --------------- | ---------------- | ----------------- | - |
| 1     | França  | 1               | 2                |                   | 3 |
| 2     | Hungria | 1               | 1                | 1                 | 3 |
| 3     | Itália  | 1               |                  | 1                 | 2 |
| 4     | Bélgica |                 |                  | 1                 | 1 |
| TOTAL | TOTAL   | 3               | 3                | 3                 | 9 |